# エスファハーン
エスファハーン（ペルシア語: اصفهان; Eṣfahān [esfæˈhɒːn] ( 音声ファイル)、英: Isfahan） は、イランの都市。エスファハーン州の州都。テヘランの南約340kmに位置する。日本語では、慣例的にイスファハン、イスファハーンとも表記される。
古くからの政治・文化・交通の拠点であり、16世紀末にサファヴィー朝の首都に定められ発展した。当時の繁栄は「エスファハーンは世界の半分（  Esfahān nesf-e-jahān ast 、エスファハーン・ネスフェ・ジャハーン）」と賞賛され、この街を訪れたヨーロッパの商人も繁栄の記録を残している。イラン人にとってエスファハーンは歴史的・文化的に重要な町であり、町の美しさは「イランの真珠」と例えられる。
町は16世紀以前に建設された旧市街と、サファヴィー朝の王アッバース1世が建設した新市街で構成される。有名なイマーム・モスク（王のモスク）などがある新市街のイマーム広場（王の広場）は、ユネスコにより世界遺産に登録されている。
町の住人は出費に厳しい「倹約家」「吝嗇家」として良くも悪くも有名であり、他の地域の人間からは敬遠されることがある。イランでは「エスファハーンはいいところだ。エスファハーン人さえいなければ」という住民を揶揄する言葉も知られている。また、エスファハーンの人間は訛りが強いことでも知られ、言葉を聞いただけで容易に出身地が判別できるほどだと言われる。

## 語源
古代ペルシア語の"Aspad-hana"（アスパダナ、大軍の集結地）が、町の名前の由来である。「大軍の集結地」が示す通り、町の周辺の平原は軍隊の駐屯地や捕虜の収容所として使われていた。古代ペルシア語の"Asp"（馬）から派生した「馬を愛する者」「騎兵の補給基地」「厩舎」を語源とする説も存在する。
古代ローマのプトレマイオスの『地理書』には、町はアスパダナ（Aspadana）の名前で記されている。サーサーン朝の末期に鋳造された貨幣には、アスパダナを意味する"ASP"の3文字が刻まれていた。
エスファハーンの名前は、7世紀に町を征服したアラブ人によって定着した。

## 歴史

### イスラーム以前
エスファハーンの歴史は紀元前のアケメネス朝期に遡ることができる。一説には、紀元前6世紀のユダヤ人居住区が町の起源と言われる。
サーサーン朝の時代にはエスファハーンは軍隊の駐屯地とされており、町は「軍隊」の複数形であるセパーハーン（Sepāhān）の名前で呼ばれていた。サーサーン朝の王ヤズデギルド1世の治世に、ユダヤ人が町に移住させられる。
手工芸品の産地である町は、パルティア王国とサーサーン朝の時代に交易で発展した。
7世紀のイスラム帝国の征服前に、すでに町の原型が形作られていた。ザーヤンデルード川の北を中心に町が形成され、東のジャイ、西のヤフーディーヤの2つの集落が形成された。ジャイは城壁に囲まれた軍事都市、ヤフーディーヤはユダヤ人居住区と異なる役割を有する双子都市であり、ゾロアスター教徒、ユダヤ人、ネストリウス派キリスト教徒が混住していた。やがてジャイは廃れ、ヤフーディーヤが発展していく。
642年のニハーヴァンドの戦いの前後に町はアラブ人の支配下に入った。サーサーン朝の時代に町に住んでいたゾロアスター教徒の多くはイスラームに改宗、あるいは東方に移住した。しかし、イスラム教徒の支配下でも、残ったゾロアスター教徒、ユダヤ人、キリスト教徒は町の一角に居住していた。

### 第一の隆盛期

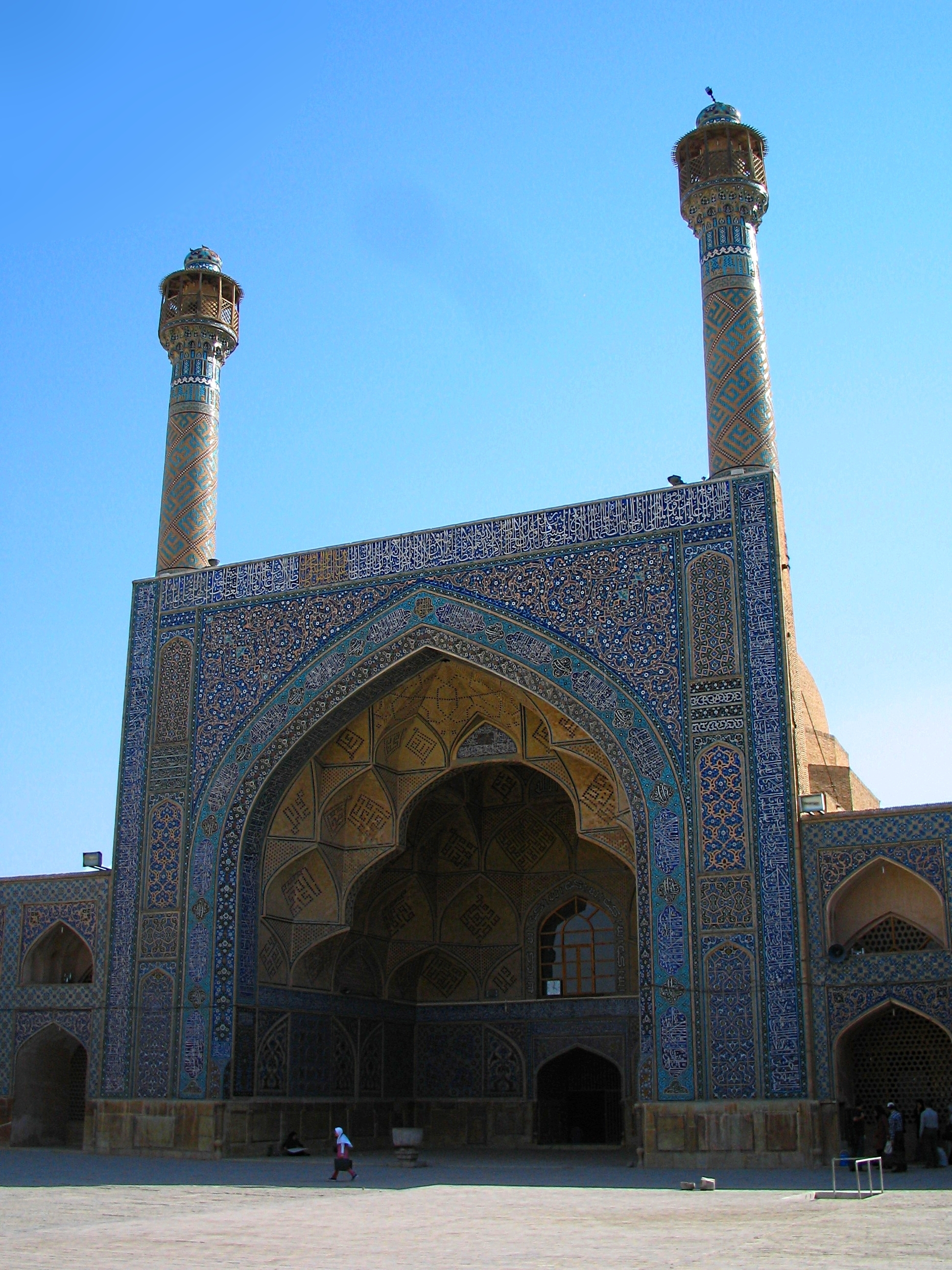
金曜モスク

773年ごろに金曜モスク（ジャーメ・モスク）の基となった大モスクが建立され、町は大モスクとコフネ広場（旧広場）を中心に発展していく。
10世紀までにウマイヤ朝、アッバース朝、サッファール朝、サーマーン朝がエスファハーンを支配した。931年にブワイフ朝の支配下に入り、939年にブワイフ朝の首都に定められた。アラーウッダウラのもとで市壁が築かれ、おおよそ市壁に沿って町が発展した。貿易路の交差点に位置する立地のため、多くの街道がエスファハーンと結ばれる。
11世紀にエスファハーンはガズナ朝、次いでセルジューク朝に領有される。セルジューク朝のスルターン・マリク・シャーは、エスファハーンを国の都に定めた。金曜モスクと隣接するコフネ広場を中心として、エスファハーンは最初の隆盛期を迎える。
金曜モスクは修復され、南北の大ドームと、中庭に面した4つのホール（イーワーン）が増築される。また、モスクの近くにニザーミーヤ学院が建設された。セルジューク朝支配下のエスファハーンでは200人の両替商が営業を行い、50のキャラバンサライ（隊商宿）が建っていた。
セルジューク朝が分裂した後のエスファハーンは首都としての機能を失うが、地方の中心都市としての地位を保っていた。多くの国がエスファハーンの領有を巡って争ったためにたびたび破壊に晒されたが、交通、商業、文化、農業の一拠点としての重要性は維持していた。

### 停滞期
11世紀末から12世紀初頭にかけての間、イスマーイール派がエスファハーンを占領した。1165年、エスファハーンでハナフィー学派とシャーフィイー学派による8日間に及ぶ武力衝突が起こり、家屋や商店は破壊され、多くの死者を出した。
1194年にイラク・セルジューク朝最後の君主トゥグリル3世がホラズム・シャー朝のアラーウッディーン・テキシュに敗れるとホラズム・シャー朝の支配に下った。モンゴル帝国軍に敗れてインドへ逃亡したジャラールッディーン・メングベルディーがイランに帰還した時、兄弟たちやモンゴル軍との戦闘などのためエスファハーンを拠点として各地へ転戦している。
1240年にイラン北部に侵攻していたモンゴル軍に征服され、イルハン朝の支配下に入った。14世紀に、エスファハーンは学術と商業の拠点として復興する。14世紀に旅行家イブン・バットゥータがエスファハーンを訪れたとき、町ではスンナ派とシーア派の争いが起きていた。
14世紀半ばのイルハン朝崩壊後の混乱時代に、ヤズドを根拠地とする地方政権ムザッファル朝の傘下に入る。1387年にはティムールの、1414年にはシャー・ルフによって2度のティムール朝軍の破壊を受けている。1387年にエスファハーンの住民が町を占領したティムール軍に反抗したため、70,000人に達する市民が虐殺されたen:Siege of Isfahan (1387)という。

### 第二の隆盛期

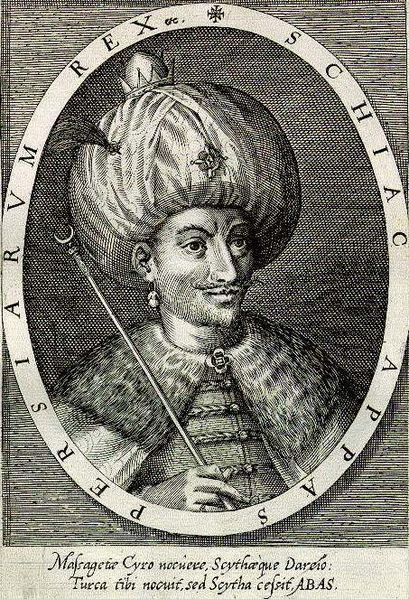
サファヴィー朝の王アッバース1世

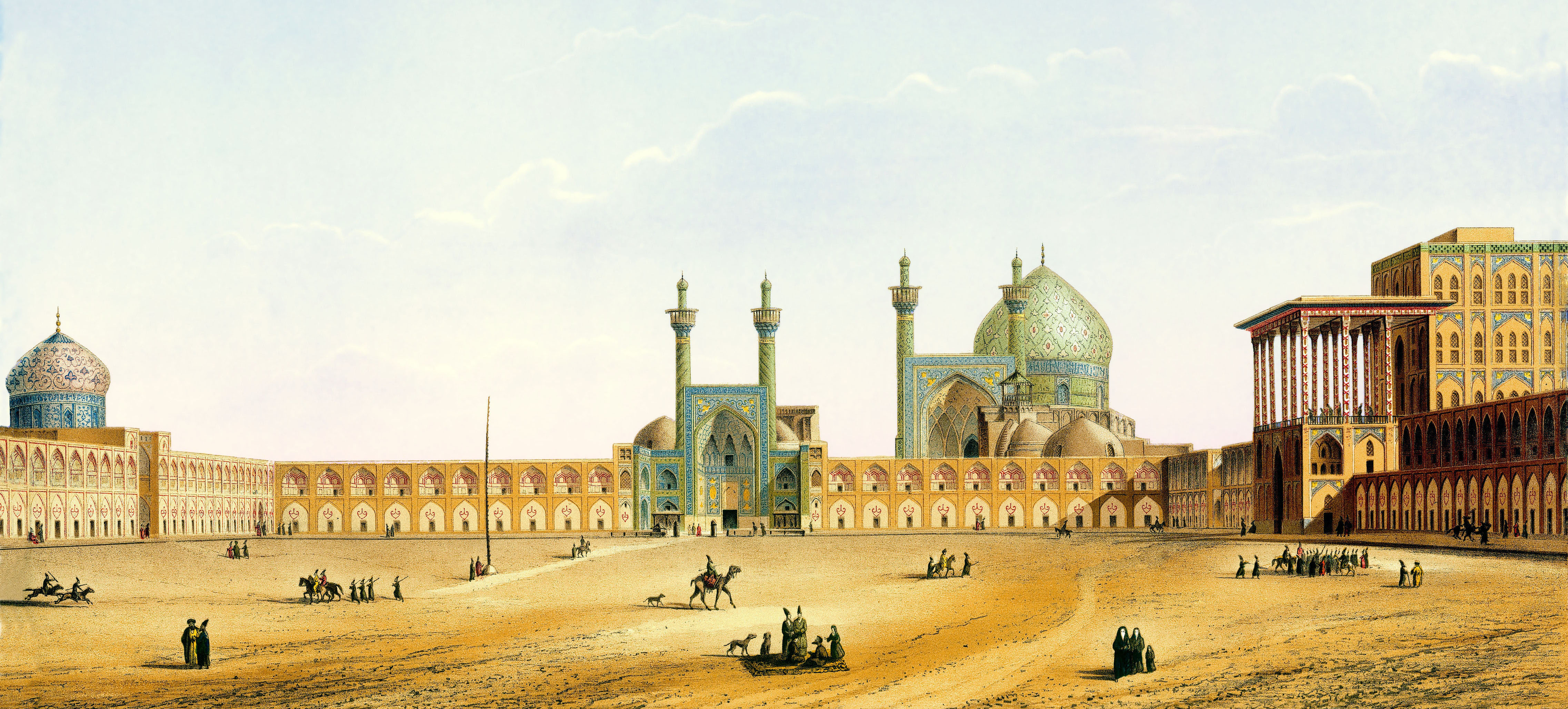
19世紀にPascal Costeによって描かれた王の広場

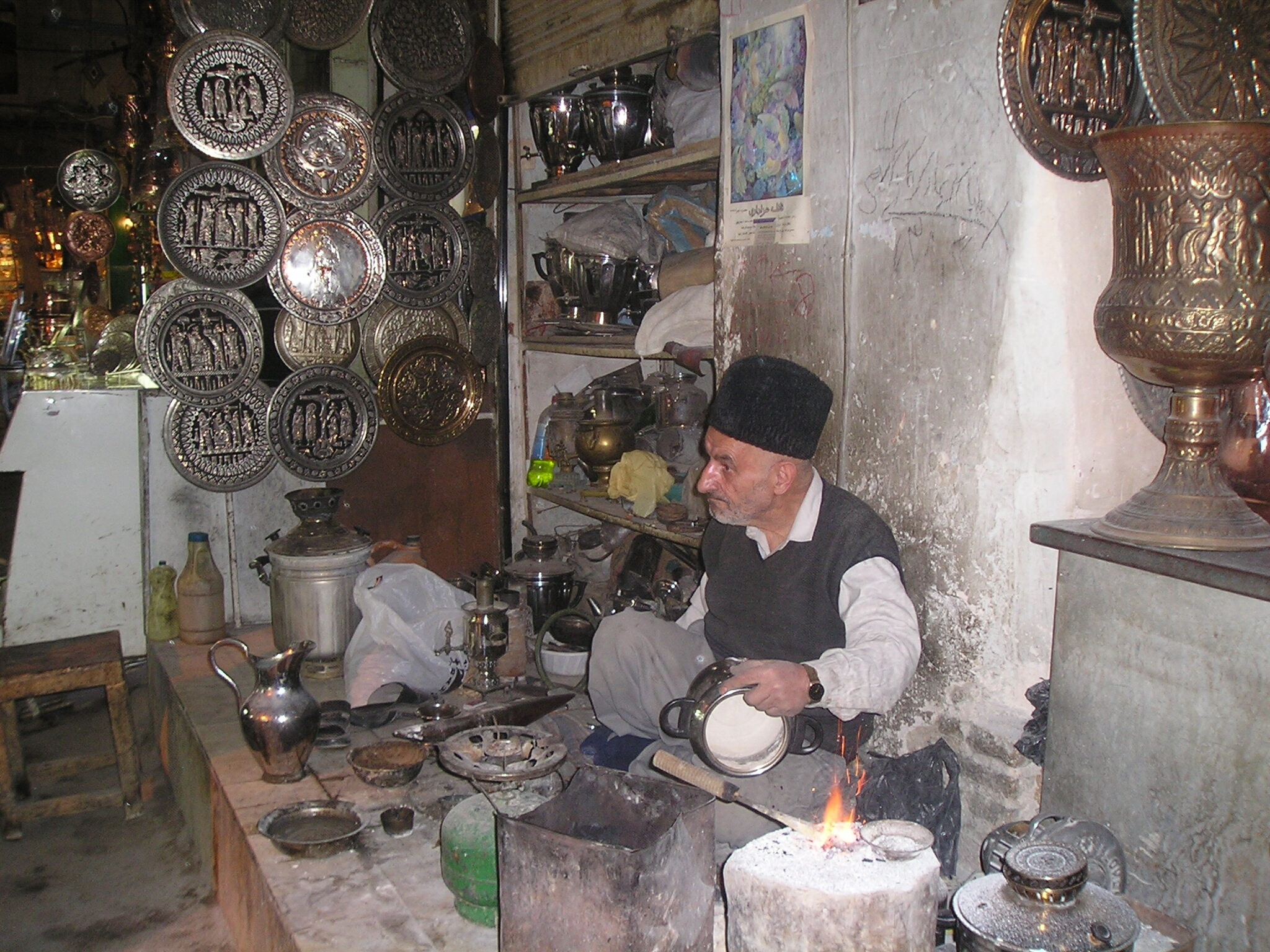
エスファハーンのバーザール

16世紀初頭に建国されたサファヴィー朝の創始者イスマーイール1世は、コフネ広場の南にハール・ネヴェラーヤトと呼ばれるスーフィーの聖者の霊廟と
アリー・モスクを建立した。16世紀を通して王朝が派遣した地方官や土着の有力者によって、多くの建設事業が行われた。1597年にアッバース1世によって、サファヴィー朝の首都がガズヴィーンからエスファハーンへ遷都された。
アッバース1世は町の南西の馬場と青空市に使われる広場を新市街の中心地に選定し、王の広場（後世のイマーム広場）を建設した。王宮地域の西側には、ザーヤンデルードの南岸と北岸を結ぶチャハール・バーグ大通りが建造され、通りの始点と終点、側面に庭園が造られた。
王の広場やチャハール・バーグ大通りを中心とする計画都市としての大規模な市街改造が進められる。王の広場の一角に建立されたシャイフ・ルトゥフッラー・モスク、王のモスク（イマーム・モスク）、アリ・カプ宮殿などの施設が、新市街に建設された。17世紀のはじめに西方の世界で飲まれていたコーヒーがイランに伝播すると、建設中の王の広場にコーヒーハウスが建設された。
王の広場は外国の使節との謁見、閲兵、青空市、公開処刑など多種のイベントが行われる場所であり、使節との謁見やノウルーズ（新年祭）の時にはポロや花火も催された。広場はレスリング、古式体操の競技場としても使用された。さらに、イベントの観客を目当てにする大道芸人や娼婦の客引きが広場に集まった。
新市街と旧市街はバーザール（商業地区）で結ばれ、都市の商業が活発化する。夏の酷暑と風雨を防ぐため、バーザールにはドーム状のアーケードが設置された。バーザールの道沿いに建てられていたキャラバンサライでは、小売りの商人が卸売りから品物を仕入れていた。
旧市街にはバーザールで働く商人や職人の多くが居住し、コフネ広場と周辺には商店が軒を連ねていた。また、コフネ広場の周辺には、コクナールという一種の麻薬を売る店や、少年の男娼や娼婦をあてがう置屋が並ぶ界隈が存在していた。
1604年にアッバース1世によって当時国際交易で活躍していたアルメニア人がエスファハーン郊外に移住させられ、1654年に彼らは町の南西のジョルファー（Julfā）と呼ばれる地区に居住した。「ジョルファー」の語源はアゼルバイジャンのアラス河畔にある町の名前であり、絹交易で利益を得ていた。オスマン帝国の食糧補給の妨害のため、ジョルファーの収益がオスマン帝国の手に渡ることを阻止するため、アッバース1世はアルメニアの住民をイランに強制的に移住させたと考えられている。アルメニア人には数々の特権が付与され、王室が独占する絹交易に従事することを許された。ジョルファーには、アルメニア人の寄付によって建立されたヴァーンク教会などの、いくつかのキリスト教徒の教会が存在する。また、ジョルファーの西のゲブラーバードには、ゾロアスター教徒の居住区が形成されていた。
17世紀には、スーフィズム（神秘主義）の影響を強く受けた思想家がエスファハーン学派を形成し、哲学論を巡らせていた。
17世紀末にはエスファハーンの人口は500,000人を超え、トルコ人、アラブ人、インド人、アルメニア人、ユダヤ人、ゾロアスター教徒が混在する他文化都市となっていた。そして町には1802のキャラバンサライ、162のモスク、48のマドラサ（学校）、273のギャルマーベ（公衆浴場）が建ち並んでいた。町の繁栄の様子は17世紀末のエスファハーンを訪れたフランスの商人ジャン・シャルダンによって記録され、1711年にヨーロッパで出版された。
18世紀に入るとサファヴィー朝は衰退し、1722年にアフガン人によってエスファハーンは破壊される。サファヴィー朝が滅亡して新市街から宮廷が消えると新市街は急速に衰退し、荒廃した新市街の大部分は耕作地にされた。
1756年から1757年にかけて町を襲った飢饉によって約40,000人の市民が餓死、1759年より知事のムハンマド・リナーニーのもとで復興事業が始められる。

### 近代以降

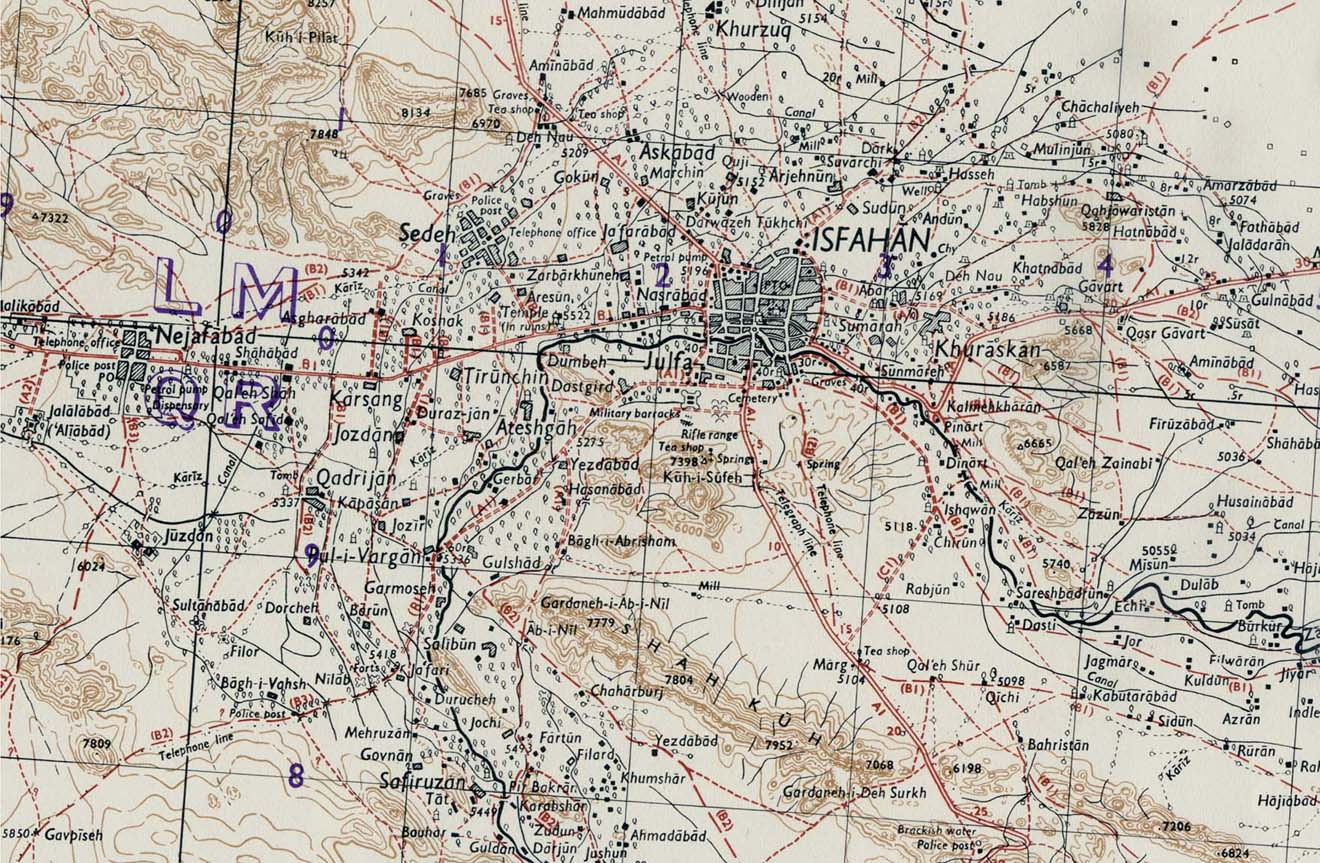
1942年に作成されたエスファハーンの地図。

19世紀に入って、エスファハーンの復興が始まる。ガージャール朝が建国された後、遊牧民族のバフティヤーリー族（Bakhtiari people）がエスファハーンの支配権を握った。しかし、首都機能はテヘラン、商業機能はタブリーズに移り、町は一地方都市に転落した。
20世紀にパフラヴィー朝のレザー・シャーによって都市の近代化が進められ、町は近代産業と観光産業によって復興する。第二次世界大戦後、エスファハーンで実施された自動車交通計画によって市街地に自動車道が敷かれたことが、町の転換点となる。電気や水道などのインフラストラクチャーが整備され、伝統的な都市に国際的な価値観が持ち込まれた。減少した人口は、20世紀後半から急速に増加した。
1977年4月6日、エスファハーン近郊を震源とする地震が発生。死者500人を超す被害となった。
1979年に新市街の王のモスクと王の広場の周辺が世界遺産に登録され、イラン革命を経た後も観光都市として発展を続ける。
2025年6月、イスラエルが弾道ミサイルを使用して、エスファハーンにある核施設を攻撃。ウランの濃縮関連施設に被害は生じたが、イラン当局は放射性物質の漏えいや住民への危険はないと発表した。同年6月21日、同施設に対してアメリカ軍がトマホークを打ち込んだが、他のウラン濃縮施設とは異なりバンカーバスターは使用されなかった。

## 地理

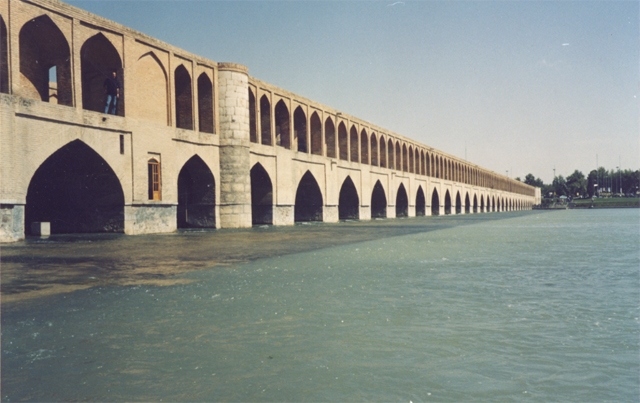
ハージュ橋とザーヤンデルード

エスファハーンは海抜1,500m超の高地に存在する。イランの都市の中では、標準的な高度に位置する。
ザーヤンデルード川の北に位置し、対岸にはアルメニア人の集落が存在する。町は周辺を荒野に囲まれているが、ザーヤンデルードの沿岸部は灌漑によって開拓されている。ザーヤンデルードの豊富な水量に支えられた周辺地域の農業生産力と、イラン高原北部とイラク、ペルシア湾岸の港湾都市地域を結ぶ交通の要衝として古代から発展した。これらの人工水路網はMadiと呼ばれる。
サーサーン朝の時代に、ザーヤンデルードにシャハレスターン橋が架けられる。17世紀のサファヴィー朝では、アッバース1世からアッバース2世の治世にかけて大規模なザーヤンデルードの治水工事が行われたが、アッバース2世の死後に工事は中止された。20世紀以降は地球温暖化と用水の利用過多によりザーヤンデルードが干上がることがあり、町は水不足に悩まされている。
周囲には沃野が広がり、穀物類、ケシ、メロンなどが栽培されている。旅行家イブン・バットゥータは『大旅行記』で、エスファハーンで獲れたアンズとスイカの甘味を称賛した。エスファハーンにはハトのフンを肥料に使う伝統的な農法があり、郊外には「ハトの塔」という名前の施設が建つ。「ハトの塔」はハトの住処として造られ、塔に溜まったフンが肥料に利用されていたが、20世紀後半以降は使用されていない。

## 気候
穏やかな気候で四季の区別があり、砂漠気候に分類される。
町は高地にあるにもかかわらず、夏場は酷暑に襲われ、最高気温は36度前後に達する。しかし、夜間には気温は下がり、快適に過ごすことができる。冬季の場合、昼間は温暖だが、夜間になると気温は急激に下がる。
| エスファハーンの気候               | エスファハーンの気候 | エスファハーンの気候 | エスファハーンの気候 | エスファハーンの気候 | エスファハーンの気候 | エスファハーンの気候 | エスファハーンの気候 | エスファハーンの気候 | エスファハーンの気候 | エスファハーンの気候 | エスファハーンの気候 | エスファハーンの気候 | エスファハーンの気候 |
| 月                                 | 1月                  | 2月                  | 3月                  | 4月                  | 5月                  | 6月                  | 7月                  | 8月                  | 9月                  | 10月                 | 11月                 | 12月                 | 年                   |
| ---------------------------------- | -------------------- | -------------------- | -------------------- | -------------------- | -------------------- | -------------------- | -------------------- | -------------------- | -------------------- | -------------------- | -------------------- | -------------------- | -------------------- |
| 最高気温記録 °C （°F）             | 20 (68)              | 23 (73)              | 27 (81)              | 32 (90)              | 37.6 (99.7)          | 41 (106)             | 43 (109)             | 42 (108)             | 39 (102)             | 33.2 (91.8)          | 25.5 (77.9)          | 21.2 (70.2)          | 43 (109)             |
| 平均最高気温 °C （°F）             | 9.2 (48.6)           | 12.5 (54.5)          | 17.0 (62.6)          | 22.7 (72.9)          | 28.2 (82.8)          | 34.3 (93.7)          | 36.7 (98.1)          | 35.6 (96.1)          | 31.8 (89.2)          | 25 (77)              | 17 (63)              | 11 (52)              | 23.42 (74.16)        |
| 平均最低気温 °C （°F）             | −2.5 (27.5)          | −0.4 (31.3)          | 4.1 (39.4)           | 9.3 (48.7)           | 13.7 (56.7)          | 18.5 (65.3)          | 21.0 (69.8)          | 19.1 (66.4)          | 14.7 (58.5)          | 8.9 (48)             | 3.2 (37.8)           | −1 (30)              | 9.05 (48.29)         |
| 最低気温記録 °C （°F）             | −19.4 (−2.9)         | −12.2 (10)           | −6.2 (20.8)          | −4 (25)              | 4.5 (40.1)           | 10 (50)              | 13 (55)              | 11 (52)              | 5 (41)               | 0 (32)               | −8 (18)              | −13 (9)              | −19.4 (−2.9)         |
| 降水量 mm （inch）                 | 19.9 (0.783)         | 14.2 (0.559)         | 21.7 (0.854)         | 18.9 (0.744)         | 8.7 (0.343)          | 1.2 (0.047)          | 1.7 (0.067)          | 0.3 (0.012)          | 0.1 (0.004)          | 3.9 (0.154)          | 12.5 (0.492)         | 19.7 (0.776)         | 122.8 (4.835)        |
| 平均降水日数 （≥1.0 mm）           | 4.0                  | 2.9                  | 4.1                  | 3.4                  | 2.0                  | 0.3                  | 0.3                  | 0.1                  | 0.0                  | 0.8                  | 2.2                  | 3.8                  | 23.9                 |
| % 湿度                             | 60                   | 50                   | 43                   | 40                   | 34                   | 25                   | 25                   | 26                   | 28                   | 38                   | 50                   | 60                   | 39.9                 |
| 平均月間日照時間                   | 203.6                | 216.8                | 243.7                | 250.0                | 308.7                | 348.3                | 349.4                | 339.7                | 311.3                | 281.5                | 224.2                | 197.0                | 3,274.2              |
| 出典：Synoptic Stations Statistics |                      |                      |                      |                      |                      |                      |                      |                      |                      |                      |                      |                      |                      |

## 人口
サファヴィー朝の首都に定められていた時代のエスファハーンの人口は、500,000人に達していたとされる。同時期の世界の都市のうち、500,000人以上の人口を有するものはロンドン、パリ、江戸、北京、イスタンブールとごく小数に限られていた。サファヴィー朝の滅亡後、住民はイラクやインドに移住し、またイランの政治的混乱と支配者が課した重税によって人口は最盛期の10分の1にまで減少する。
20世紀後半より工業と観光産業が集中的に振興されたため、人口が増加した。しかし、交通渋滞、貧困と失業、住宅の不足と老朽化といった問題も起きている。
|      | 1956年  | 1966年  | 1976年  | 1986年  | 1991年    | 1996年    | 2006年    |
| ---- | ------- | ------- | ------- | ------- | --------- | --------- | --------- |
| 人口 | 254,708 | 424,045 | 661,510 | 986,753 | 1,127,030 | 1,266,072 | 1,583,609 |

## 経済

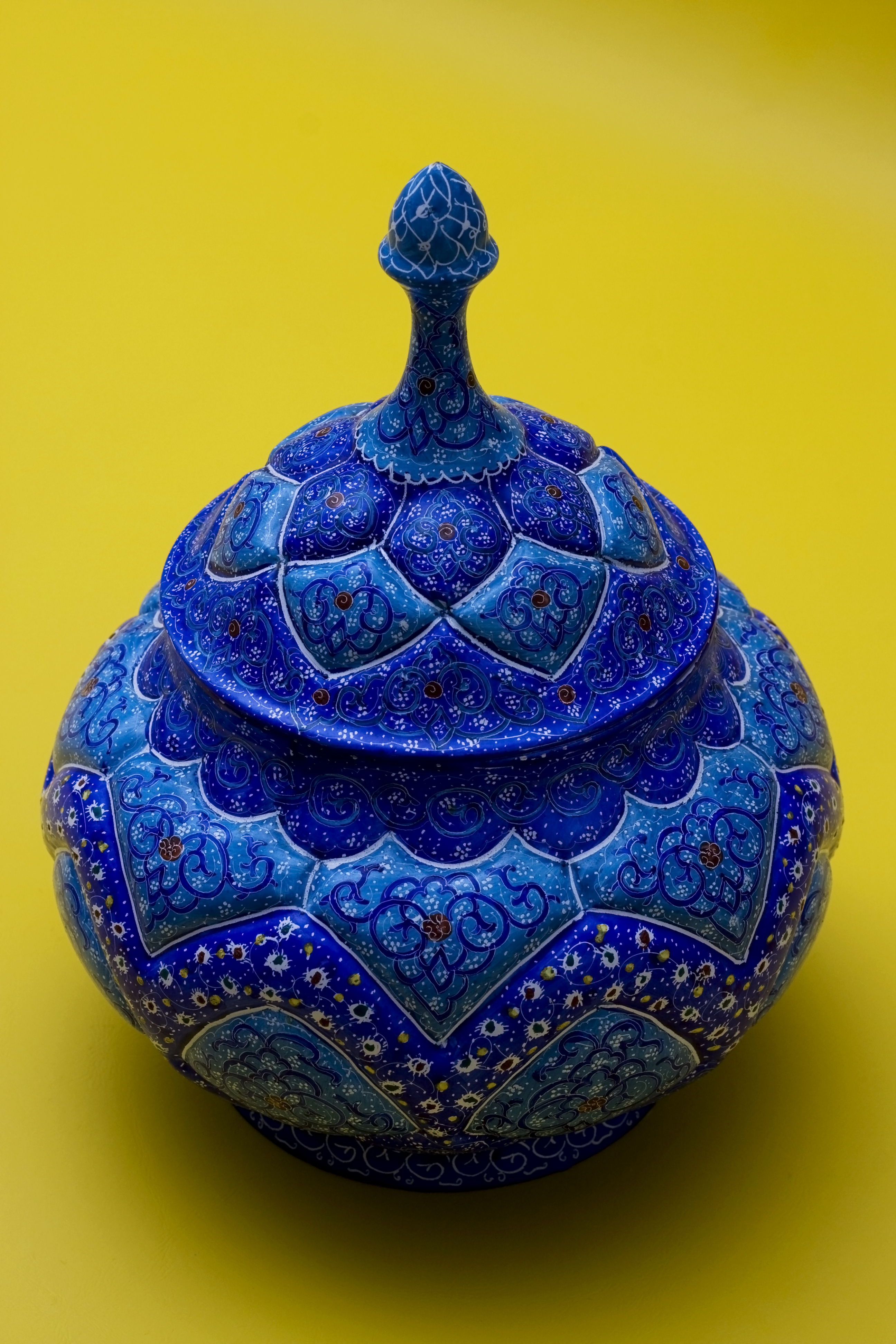
エスファハーン産の焼き物

エスファハーンは、古くから工業都市としても有名である。
アッバース1世は絹織物、貴金属細工、書道、ミニアチュールなどの手工業を奨励し、サファヴィー朝時代の技術の面影は後世に残った。銀器、ガラムカーリー（木型を使って着色した木綿）、ハータムサーズィー（寄木細工の一種）、七宝、タイルなどの手工芸品が特産品として知られている。17世紀に町を訪れた商人ジャン・シャルダンは、バーザールと王の広場の露店を詳細に記録し、広場の露店を「自分が知る限り最も多くの酒類の品物が売られている、市場の中の市場」と評した。
エスファハーン郊外のナスラーバードには家内工業の形態をとる絨毯工房が多く集まり、女性たちによって絨毯が織られている。エスファハーンで織られた絨毯の多くは町の大バーザールに出荷され、テヘラン・イラン国外の商人や観光客に購入される。エスファハーン産の絨毯やミニアチュールには、町のシンボルであるイマーム広場がデザインされることが多い。
20世紀後半に町の周辺に工業地帯が建設されると経済構造が変化し、都市の人口の増加も起きた。ソビエト連邦の援助によって製鉄所が建設され、1972年に国営の製鉄所が操業を開始した。エスファハーンの製鉄所の操業は、イランの重金属工業の始まりとされている。また、製鉄所の他に石油精製所が置かれている。

## 観光

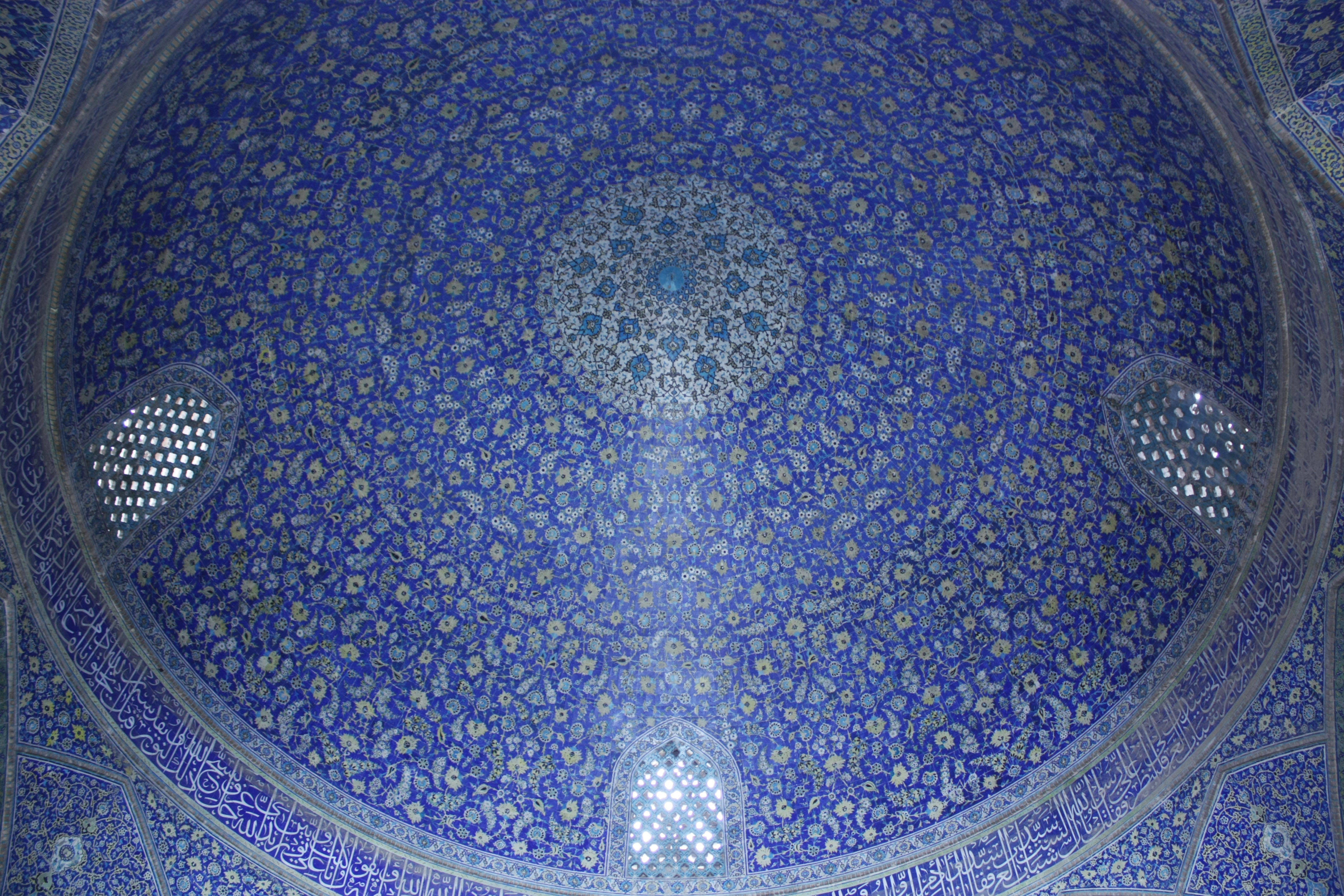
イマーム・モスクの内部

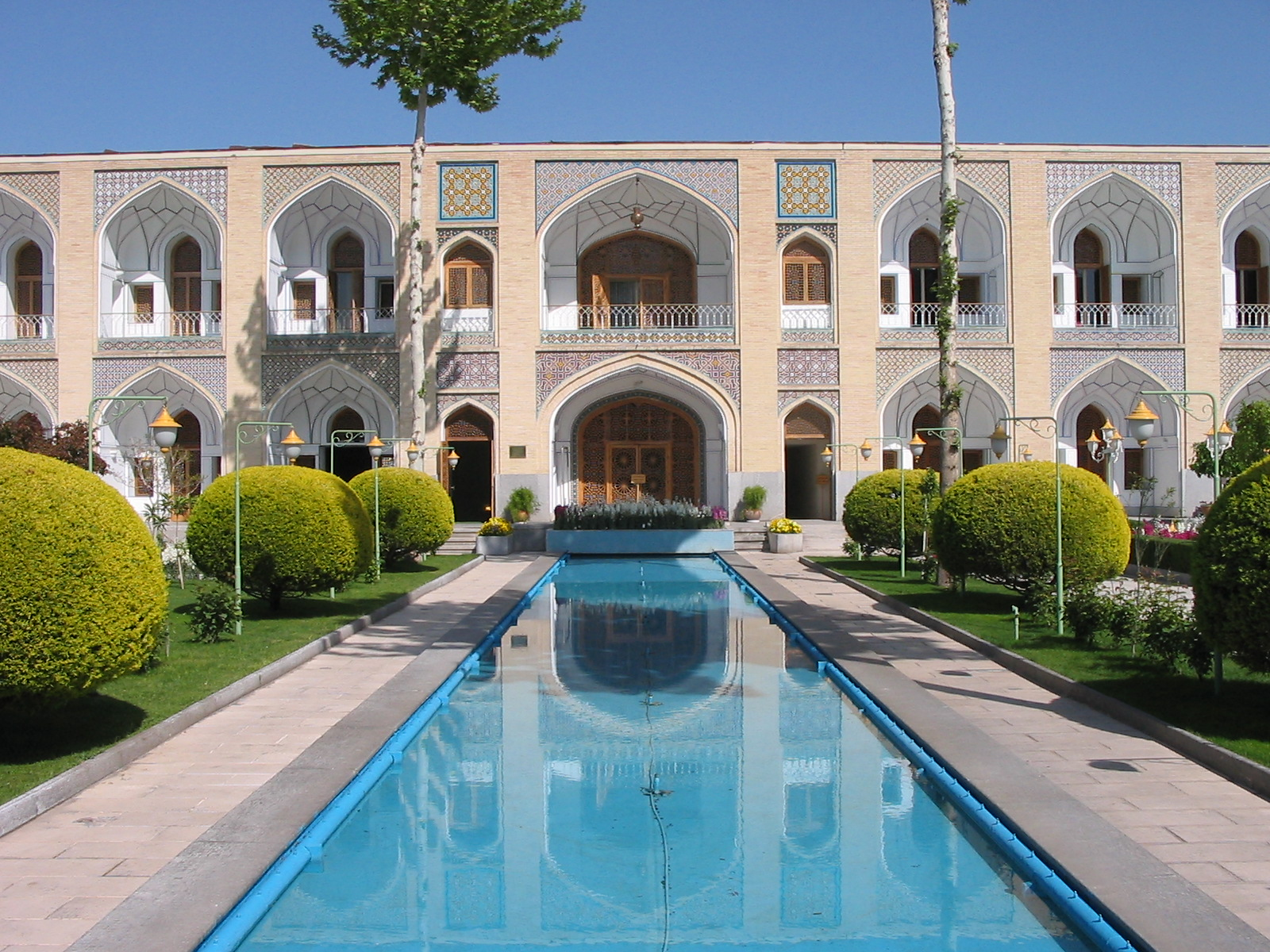
キャラバンサライを改装したアッバーシー・ホテル

町に点在するサファヴィー朝の建設物には、装飾用のタイルが多く使用されている点に特徴がある。
紀元前のアケメネス朝の時代には、すでに釉薬をかけて焼いた煉瓦が色つきのタイルとして建築物に使われていた。建築物を色鮮やかなタイルで装飾する技法は、15世紀のティムール朝の時代に始まる。
16世紀末のサファヴィー朝のアッバース1世の時代、エスファハーンに青色のタイルで装飾された建物が多く完成する。これらの建物の外面は青や黄色の装飾タイルのかけらで飾られ、タイルのかけらが組み合わされてモザイク状の模様を形成している。装飾に多く使われる青色のタイルは、コバルトから出る濃紺のタイルとトルコ石を顔料として着色した薄い青のタイルの2種類が存在し、トルコ石で着色されたタイルの方が多く使われている。
アッバース1世の時代以降の建造物には、装飾タイルのほかに描画が施されたストゥッコ（漆喰の絵描きタイル）が装飾に使われている。イマーム広場の西側に建てられた宮殿や劇場は、ストゥッコ壁画によって装飾された。エスファハーンの建築物には、これらのモザイクを形成する装飾タイルと絵描きタイルがデザインや建設の工程によって使い分けられている。ガージャール朝期の建設物には、ピンクや明るい黄色の派手なタイルが使われるようになる。
装飾タイルはもっぱら宗教施設か公共施設に使われ、一般の家屋に使われることはほとんどなかった。バーザールにあるいくつかの工房では伝統的な手法で装飾タイルが作られており、技術とともに徒弟制度も継承されている。
モスクの他に、町の各所にイマームザーデというスーフィズムの聖者（スーフィー）を祀った霊廟が建てられている。
過去の王朝が建てたキャラバンサライの中には、ホテルに改装されて宿泊が可能になっているものも存在する。

### 主な観光地
- イマーム広場 - 東西160m、南北512mの大広場[73]。北は大バーザール、東は旧市街、西は宮殿地域、南は新市街に繋がる。
- アリ・カプ宮殿 - サファヴィー朝の王と外国の使節の謁見に使われた宮殿[74]。15世紀のティムール朝の時代に宮殿の原型ができる[10]。サファヴィー朝の王にとって、宮殿の門の敷居は特別なものだった[75]。イラン革命後はルーホッラー・ホメイニーの肖像などが掲げられている[10]。
- イマーム・モスク - 1630年に完成。
- ヴァーンク教会 - 1655年完成。エスファハーン及びイラン国内在住のアルメニア人コミュニティーのためのアルメニア使徒教会の聖堂。
- 金曜モスク - 10世紀以前に建立、その後増築と改修を繰り返す。1121年に火事に見舞われ、図書館が焼失した[10]。
- スィー・オ・セ橋 - １３の橋の意味
- ハージュ橋（英語版） - アッバース2世の時代に完成。33のアーチを備え、アーチは必要に応じて開閉されるため、ダムとしても機能している[52]。
- チェヘル・ソトゥーン宮殿（英語版）
- シャイフ・ルトゥフッラー・モスク（英語版）（マスジェデ・シェイフ・ロトフォッラー） - サファヴィー王室のモスク。その名前はアッバース1世の父タフマースブ1世によってレバノンから招かれた説教師に由来する[74]。イマーム・モスクが男性のモスクと呼ばれるのに対して、こちらは女性のモスクと呼ばれる[10]。
- サーレバーン・ミナレット - セルジューク朝の時代に建てられたミナレット。
- バーバー・カージム廟 - イルハン朝の時代に建てられた聖者の霊廟。

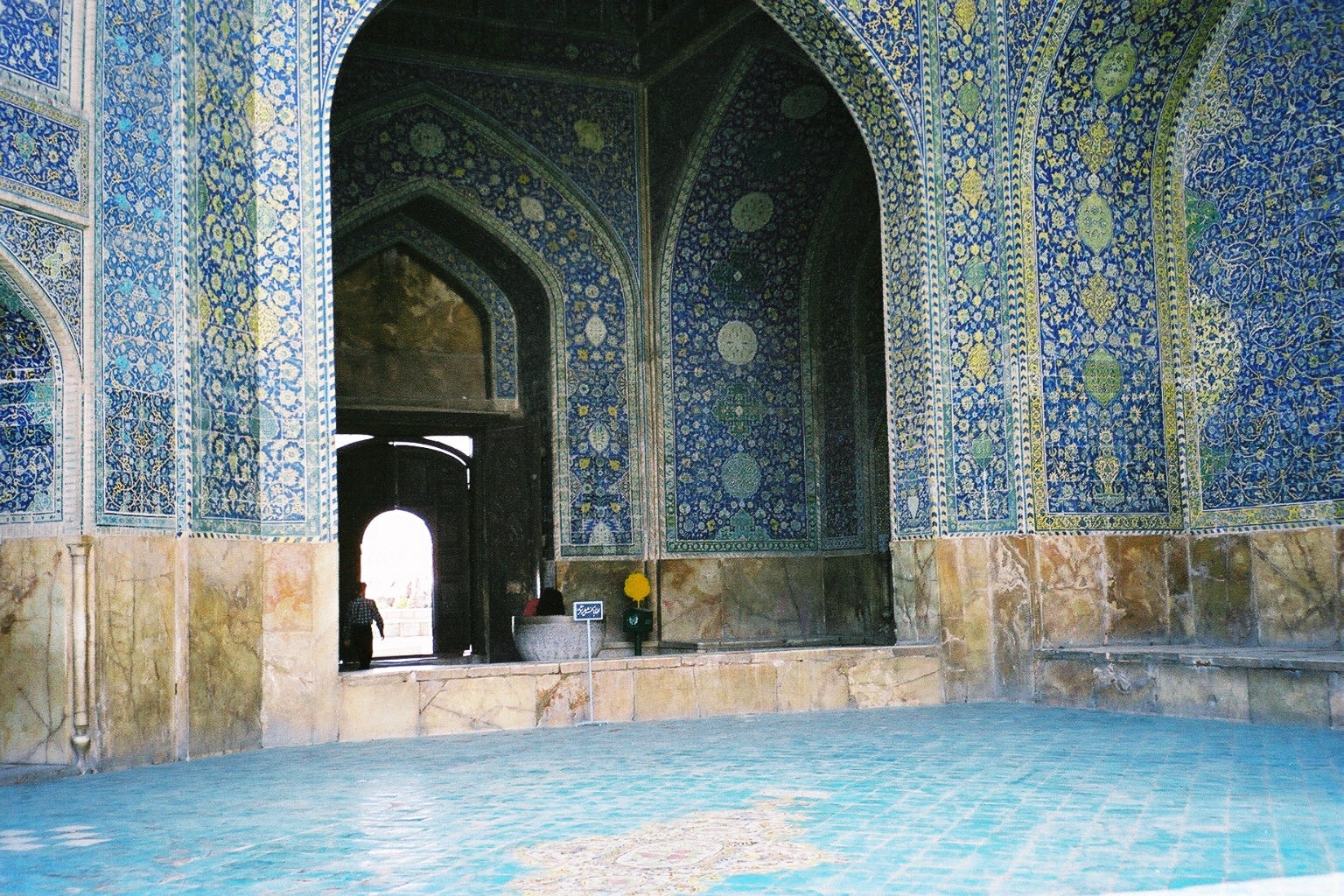
イマーム・モスクの内部
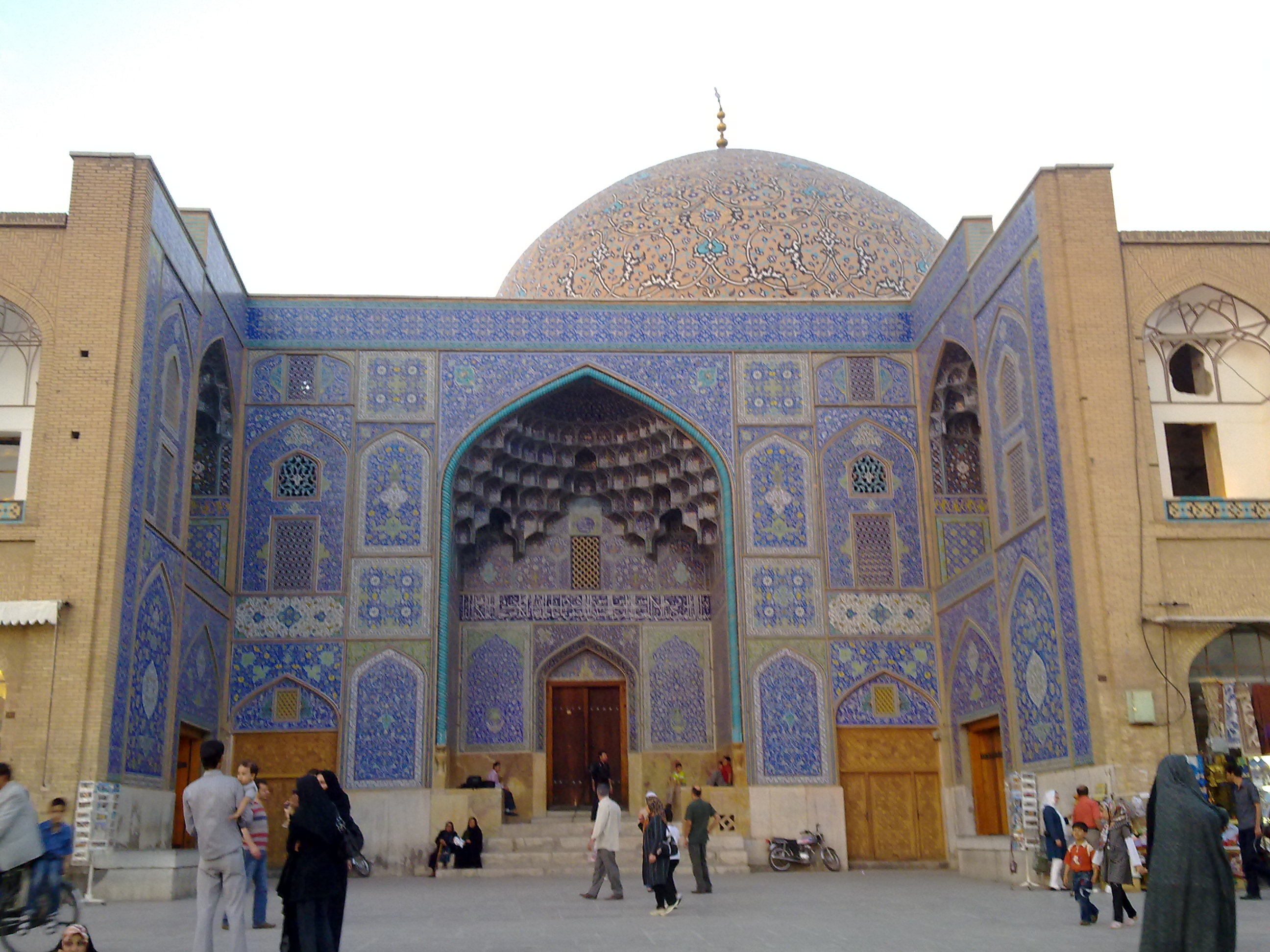
シャイフ・ルトゥフッラー・モスク
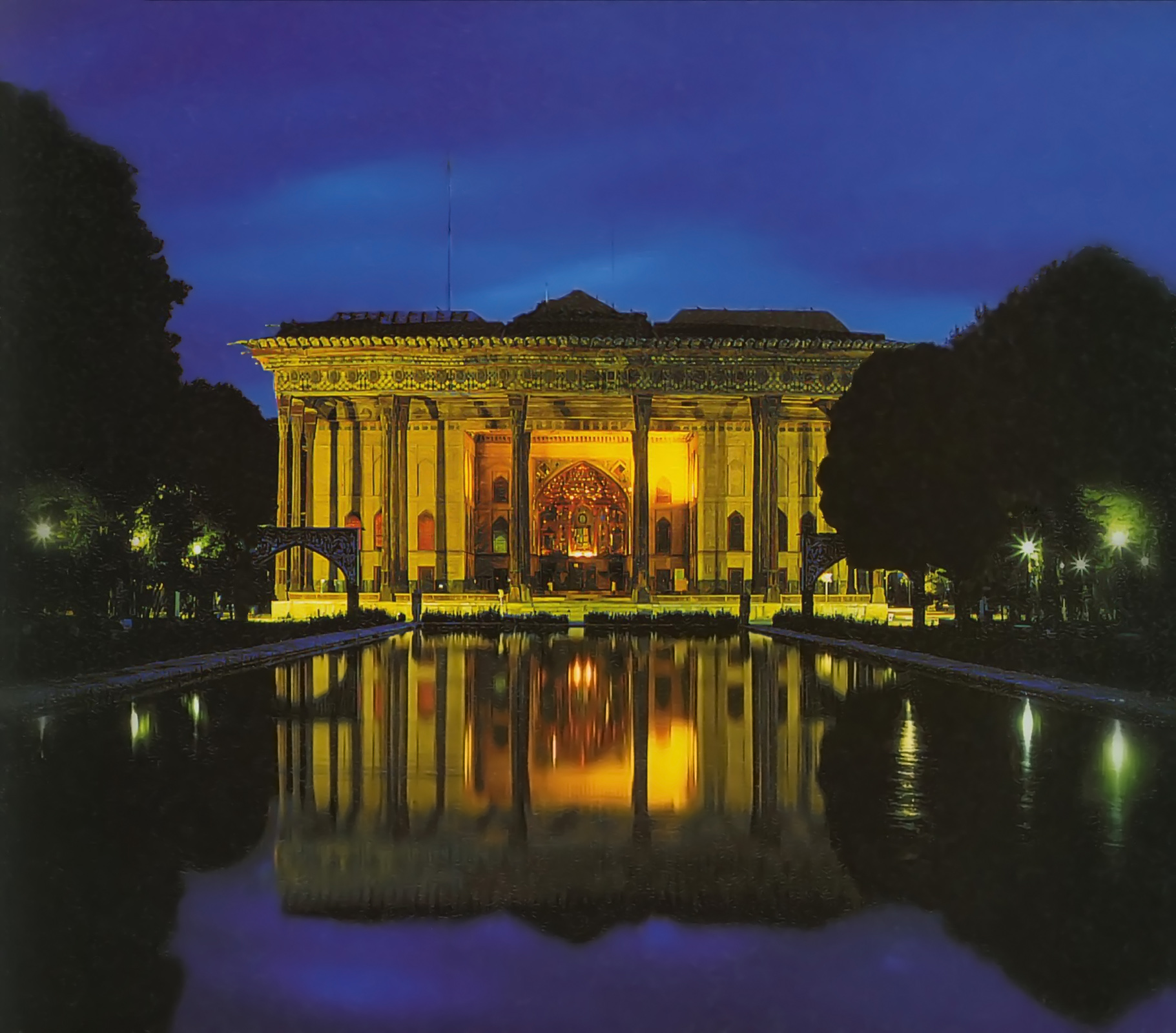
チェヘル・ソトゥーン宮殿
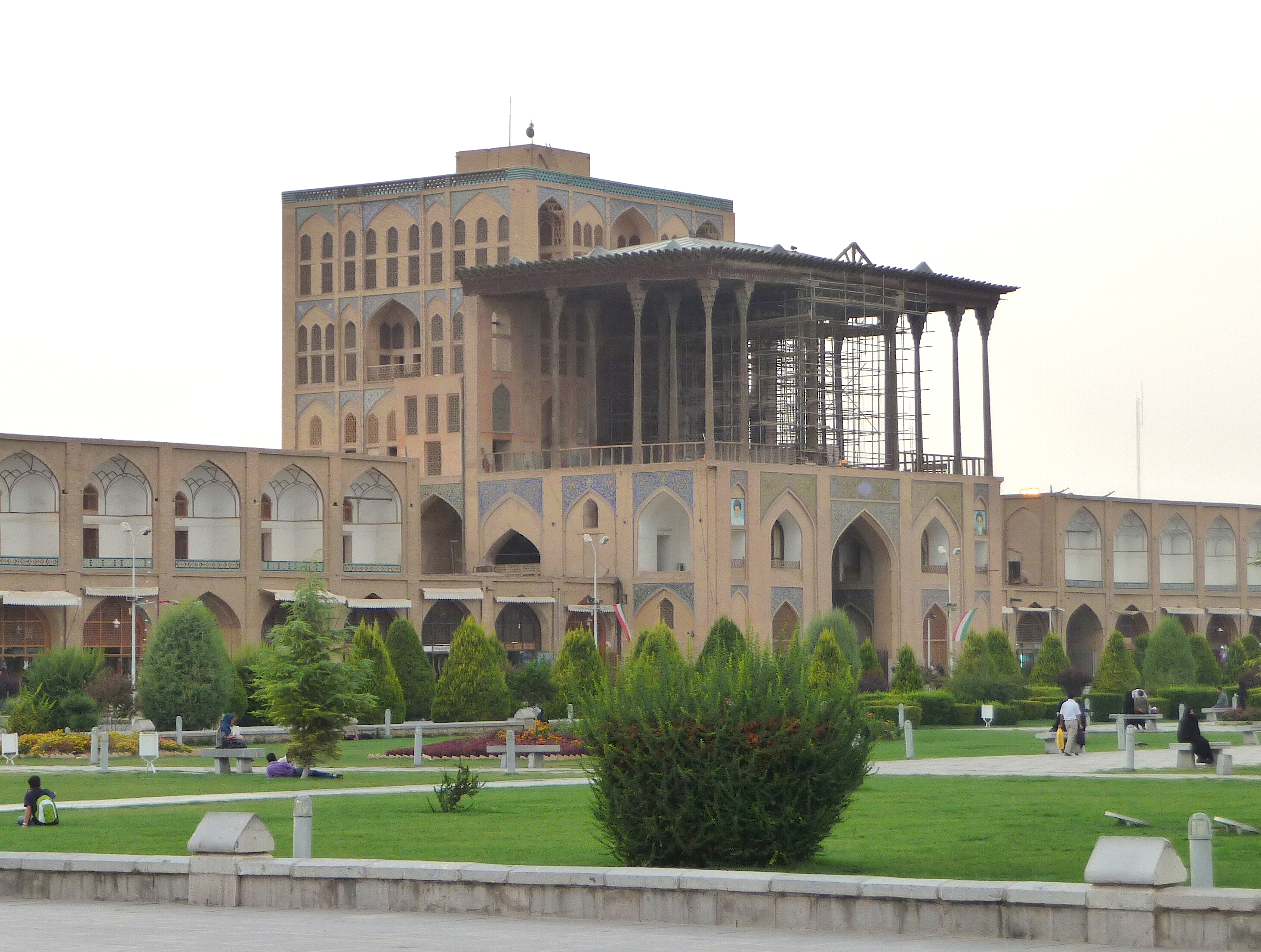
アリ・カプ宮殿
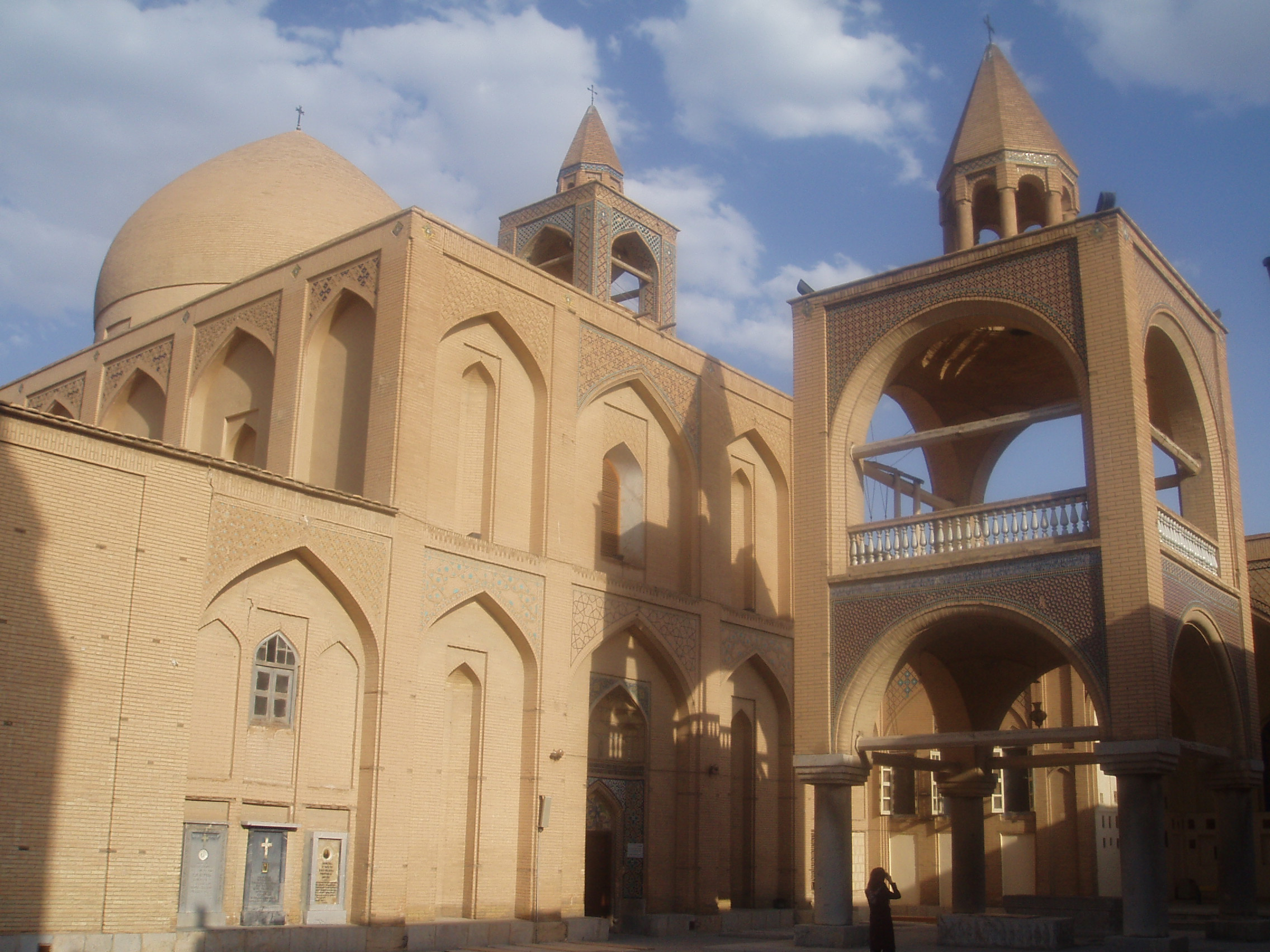
ヴァーンク教会

## 交通
エスファハーンはテヘラン、シーラーズ、ヤズド行きの列車の始発地点となっている。また、2路線・総延長43kmのイスファハーン地下鉄の一部分が完成した。地下鉄が全線開通するまでの間は、バスが市内の公共交通網を支える。
歴史的建造物保護のため、市内の高速道路網の整備には長い時間を要した。テヘランとシーラーズを結ぶ自動車道が通過しており、エスファハーンと市周辺の衛星都市も高速道路によって繋がっている。
郊外のシャヒード・ベヘシュティー空港は国内線と国際線の両方が運航されている。国際線は主にドバイやダマスカスなどの中東の都市と中央アジアの都市行きの便が就航している。

## 教育

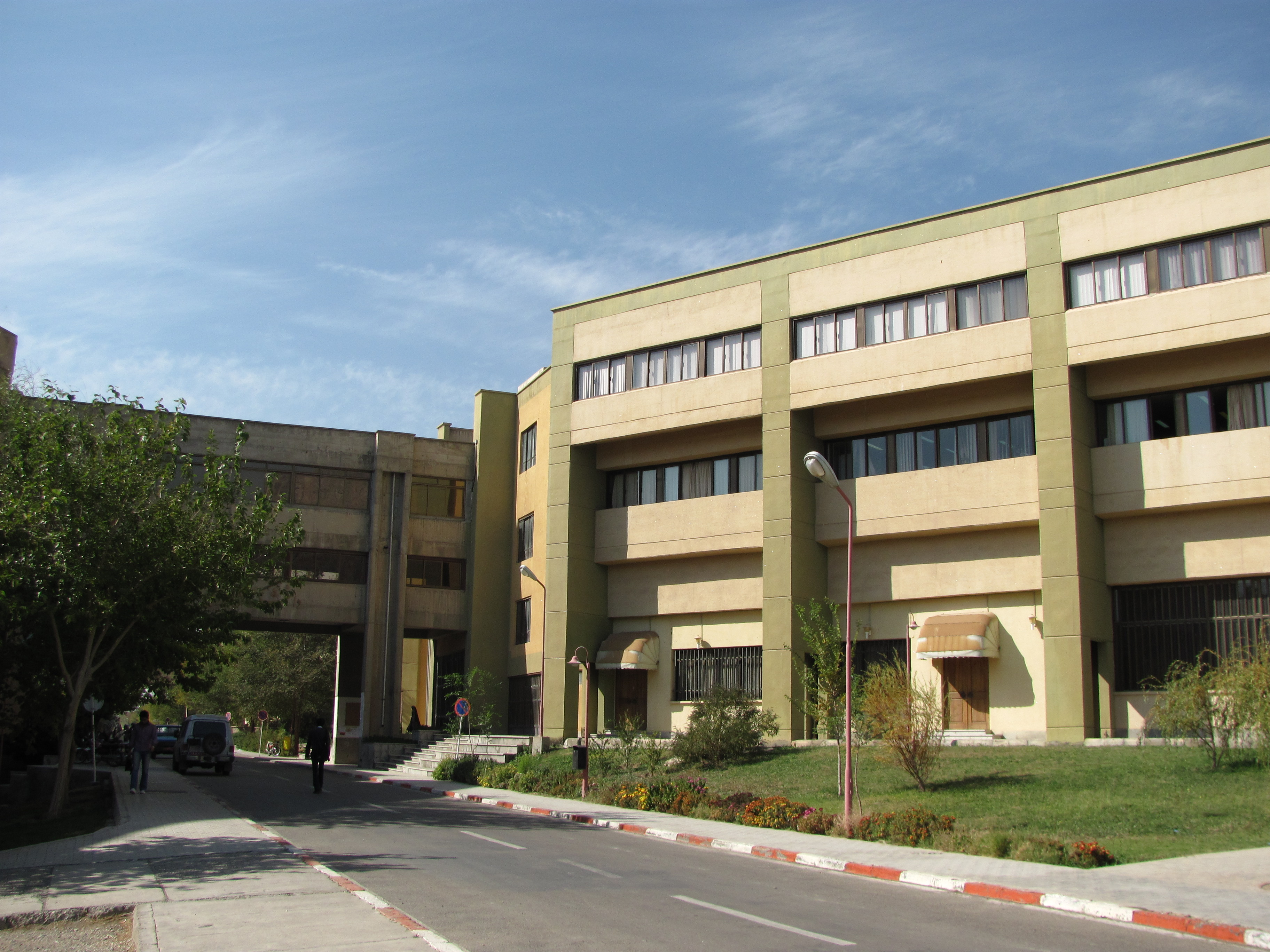
エスファハーン工科大学のキャンパス

エスファハーンには複数の大学、神学校が存在する。また、州の各地で非公式の訓練プログラムを実施するエスファハーンTVTOが運営する、50超の技術・職業訓練校が置かれている
。
2007年には国際物理オリンピックの開催地となった。
エスファハーンの大学には、以下の学校がある。
- エスファハーン大学（University of Isfahan）
- エスファハーン医科大学（Isfahan University of Medical Sciences）
- エスファハーン芸術大学（Isfahan University of Art）
- エスファハーン工科大学（Isfahan University of Technology）
- イスラーム自由大学シャフレ・マジュレスィー（Islamic Azad University of Majlesi）

## スポーツ
エスファハーンは、大規模なスポーツイベントの開催地に選ばれている。
50,000人の収容人数を誇るナクシェ・ジャハーン・スタジアムは、収容人数を75,000人に増やすために改築が行われている。イランサッカーリーグに属するサッカークラブのフーラッド・モバラケ・セパハンFCとゾブ・アハン・エスファハーンFCは、エスファハーンを本拠地としている。ナクシェ・ジャハーン・ダービーというエスファハーンを本拠地とする両チームのダービーマッチは、イランのサッカーで最も有名なイベントの一つである。

## 姉妹都市
- バールベック、レバノン[78]
- バルセロナ、スペイン[79]
- カトマンズ、ネパール
- カイロ、エジプト
- フィレンツェ、イタリア
- フライブルク、ドイツ
- ハバナ、キューバ
- ハイデラバード、 インド
- ヤシ、ルーマニア
- イスタンブール、トルコ
- クアラルンプール、マレーシア
- クウェートシティ、 クウェート
- ラホール、パキスタン
- サンクトペテルブルク、ロシア
- ヴェネツィア、イタリア
- 西安市、中華人民共和国
- エレバン、アルメニア
- ニーシャープール, イラン